# Skift Bank Dag
Skift Bank Dag er en bevægelse, der sætter fokus på bankernes rolle i samfundet. Bevægelsen opfordrer danske bankkunder til at skifte deres bank ud med en spare- eller andelskasse. Skift Bank Dag er også navnet på den dato, hvor bevægelsen for første gang opfordrede bankkunder i Danmark til at skifte bank. Den første Skift Bank Dag var 1. oktober 2012.

## En international bevægelse
Skift Bank Dag er en dansk bevægelse, der blev etableret med inspiration fra det amerikanske Bank Transfer Day, det har fået 700.000 amerikanere til at skifte bank . Der eksisterer tilsvarende bevægelser i Storbritannien, Sverige, Tyskland og Spanien. 

## Ekstern henvisning
- Bevægelsens hjemmeside Arkiveret 3. februar 2015 hos  Wayback Machine